# Peʻa

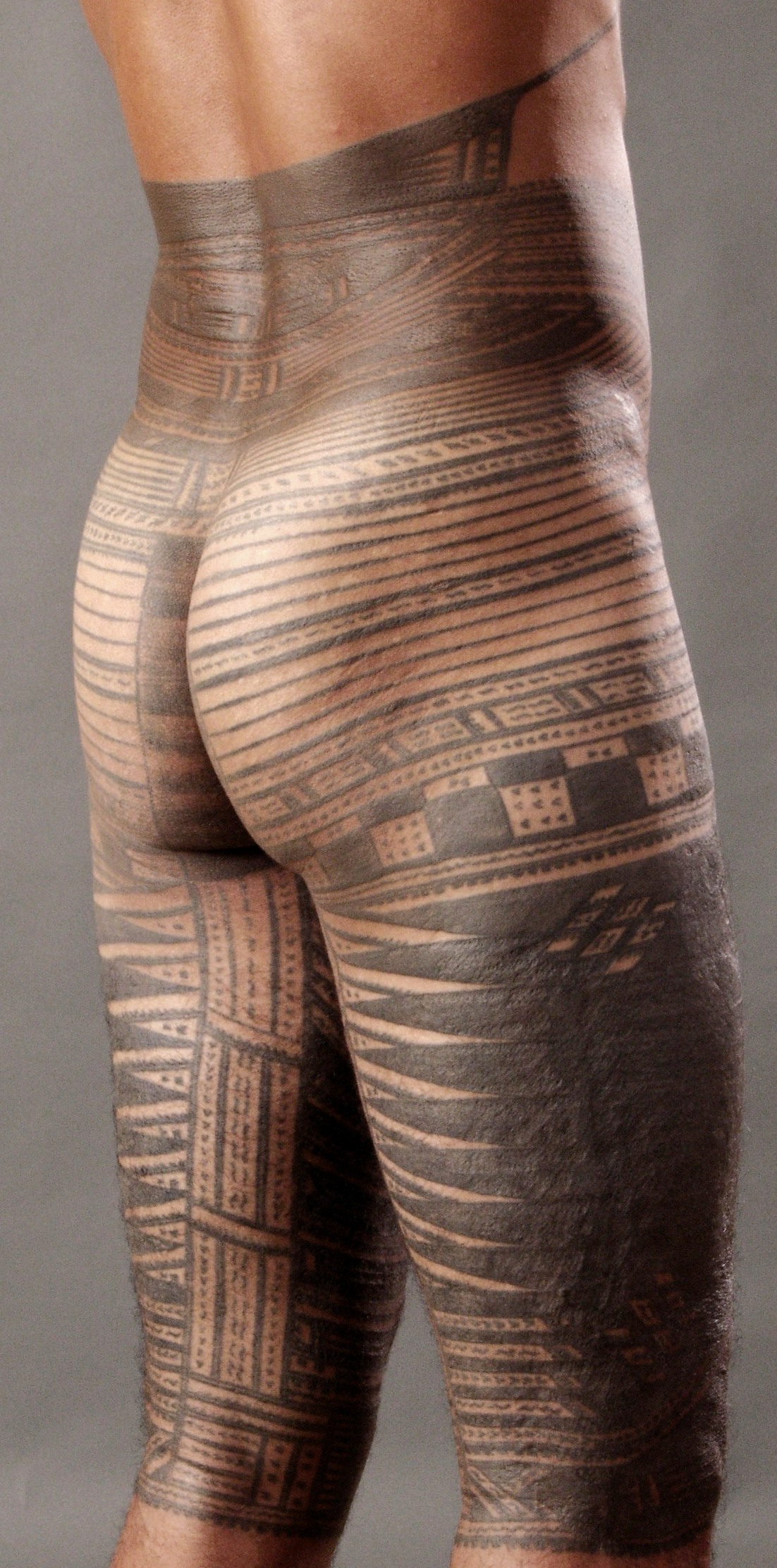
Peʻa, Tätowierung der Männer von Samoa

Peʻa ist die Bezeichnung für die traditionellen „tatau“ (Tätowierungen) der Männer auf Samoa. Eine weitere Bezeichnung ist malofie, ein Wort aus dem Wortschatz der Häuptlinge in der Samoanischen Sprache und aus der Gruppe der „Respektsbezeichnungen“ (gagana fa'aaloalo).
Tatau ist eine alte polynesische Kunstform, die in Verbindung steht mit den Übergangsriten für Männer. Peʻa ist in Samoa auch der Name des Samoa-Flughunds (Pteropus samoensis) und es gibt zahlreiche polynesische Mythen, Sprichwörter und Legenden, die eine Verbindung zu den geflügelten Kreaturen herstellen. Eine Legend von der Insel Savaiʻi beispielsweise, berichtet davon, wie Nafanua, die Kriegsgöttin Samoas von Flughunden gerettet wurde, als sie auf einer einsamen Insel gestrandet war.

## Merkmale
Das soigaimiti oder Peʻa bedeckt den Körper von der Hüfte bis zu den Knien. Der tatau-Prozess dafür ist extrem schmerzhaft und wird von so genannten tufuga ta tatau (master tattooists) vorgenommen, die mit handgemachten Werkzeugen vorgehen: Knochenstücke, Schildkrötenschalen und Holz. Die tufuga ta tatau sind geachtete Meister in der samoanischen Gesellschaft. Nach Samoanischem Brauch wird das Peʻa nur auf traditionelle Art angebracht in Verbindung mit bestimmten Zeremonien und Ritual und hat für den Tätowierten eine starke Bedeutung. Der Tufuga Ta Tatau arbeitet mit einem oder zwei Assistenten, oft Tätowierern in Ausbildung, die die Haut straffen und die überschüssige Tinte Abwischen und den Tattoo-Meister in seiner Arbeit unterstützen. Während des Prozesses liegen die zu tätowierenden auf einer Matte auf dem Boden, während die Tätowierer daneben sitzen. Die Assistenten werden als solo bezeichnet. Das samoanische Wort beschreibt die Tätigkeit, Blut von der Haut zu wischen. Familienmitglieder des Tätowierten bleiben oft in respektvoller Entfernung in der Nähe um Ermutigung zu spenden, manchmal durch das Singen bestimmter Lieder. Der Prozess kann in einer Woche beendet werden, aber in manchen Fällen zieht er sich auch über Jahre hin.
Die Tintenfarbe ist schwarz. Das Tattoo beginnt auf dem Rücken und endet am Bauchnabel. Das Design ist gewöhnlich symmetrisch mit Mustern, die hauptsächlich aus geraden Linien und größeren dunklen Flächen besteht. Es gibt Ähnlichkeiten zu Dekorationen auf handwerklichen Gegenständen wie Tapa-Rindenbaststoff und Lapita-Keramik.
Traditionelles samoanisches Peʻa, ist eine Tortur, die nicht leichtfertig unternommen wird. Das Tattoo ist Voraussetzung, um den Titel eines Matai erwerben zu können; ursprünglich war es eine sehr teure Prozedur, da der Tattoo-Meister bis zu 700 feine Matten als Bezahlung erhielt. Häufig wurde ein halbes dutzend Jungen gleichzeitig tätowiert, wobei bis zu vier Tattoo-Meister beschäftigt waren. Nicht nur die Männer erhielten Tattoos, sondern auch die Frauen, bei denen die Muster allerdings viel filigraner gestaltet wurden und die Tätowierung keine Zeremonie darstellte, wie bei den Männern.

## Gesellschaftliche Bedeutung
Männer mit einem Peʻa werden als soga'imiti bezeichnet und für ihre Tapferkeit respektiert. Männer ohne Tattoos werden gewöhnlich als telefua oder telenoa (wörtlich: „Nackt“) bezeichnet. Diejenigen, die die Zeremonie aufgrund der Schmerzen abbrechen, oder nicht die Tattoo-Meister bezahlen können, werden als Peʻa mutu (wörtl.: Zeichen der Schande) bezeichnet. Das traditionelle Tattoo der Frauen wird in Samoa als malu bezeichnet. In der Gesellschaft werden die Tattoos mit Stolz getragen und gelten als Zeichen der kulturellen Identität und der Mannbarkeit, beziehungsweise Fraulichkeit.

## Herkunft
In Samoa wird Fidschi als Herkunft des tatau angegeben, während die Bewohner von Fidschi die Herkunft in Samoa vermuten und die Māori in Neuseeland führen die Sitte auf die Unterwelt zurück.
In der Samoanischen Mythologie wird eine Geschichte erzählt, die den Ursprung des tatau auf zwei Zwillingsschwestern, Tilafaiga und Taema, zurückführt. Nach der Legende schwammen sie von Fidschi nach Samoa mit einem Korb voll mit Tätowier-Werkzeugen. Im Schwimmen sangen sie ein Lied, welches davon handelte, dass nur Frauen tätowiert werden. Aber als sie sich dem Dorf Falealupo auf der Insel Savai'i näherten, entdeckten sie eine besondere Muschel unter Wasser, tauchten danach, und als sie wieder an die Oberfläche kamen, hatte sich ihr Lied verändert. Das Lied lautete nun so, dass nur die Männer Tattoos bekommen und nicht die Frauen. Dieses Lied ist in Samoa bekannt als Pese o le Peʻa oder Pese o le Tatau.

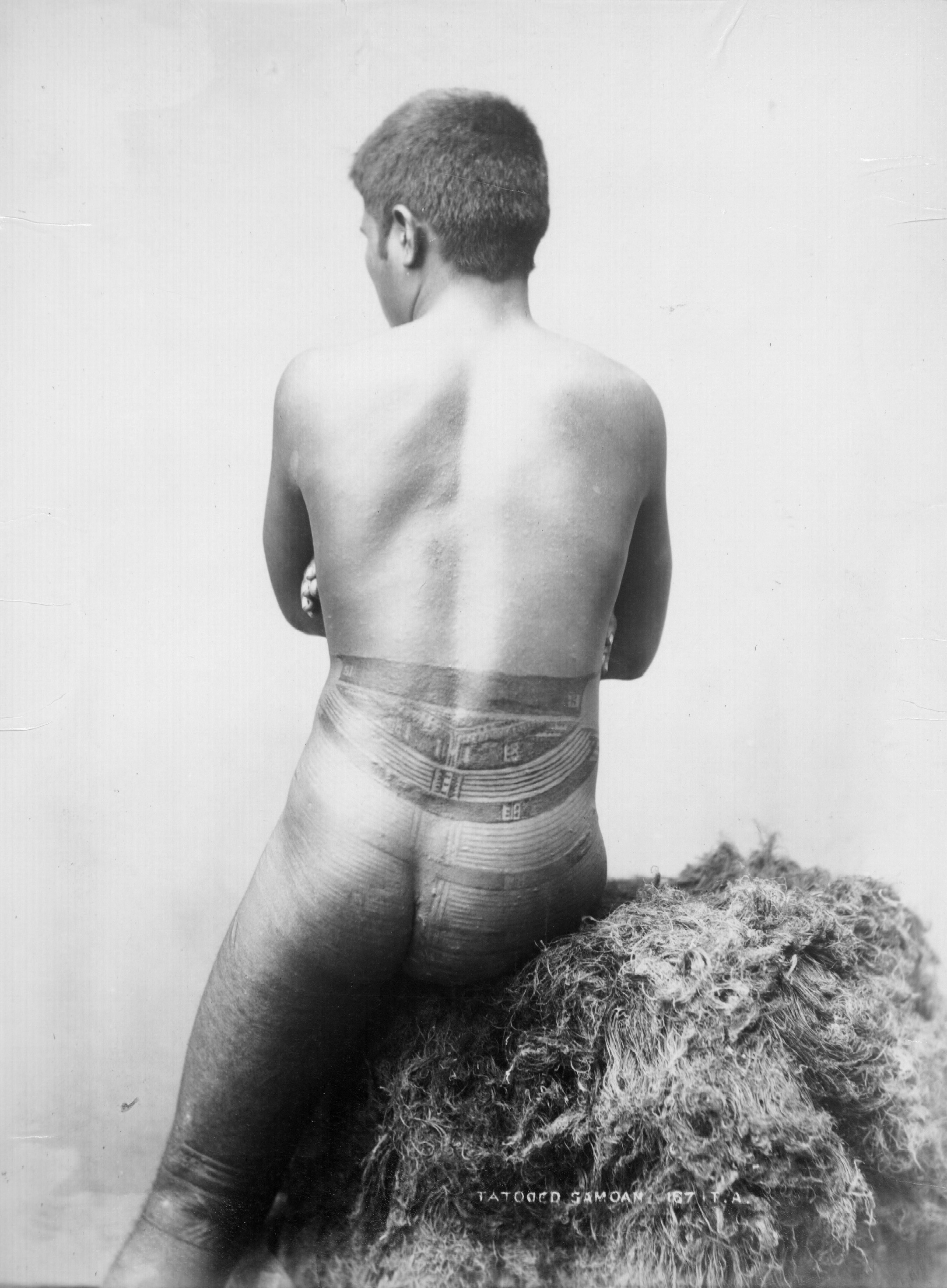
Rückenansicht eines Samoaners mit Peʻa, ca. 1890, Thomas Andrew

Auch das Wort tatau hat in Samoa viele verschiedene Bedeutungen. Tā bedeutet „schlagen“ und im Prozess des Tätowierens die Schlaggeräusche der Holzwerkzeuge. Tau bedeutet „zu einem Ziel kommen“ oder „Krieg“, „Schlacht“. Tatau kann auch „das Rechte“ oder „Balance“ bedeuten. Daneben ist es auch eine Bezeichnung für „auswringen“ und beim Prozess des Tätowierens das abwischen der Tusche von der Haut. Tata ahmt die regelmäßigen Schläge nach, die zur Grundlage eines Rhythmus werden. tātā le ukulele bedeutet beispielsweise 'Spiele die Ukulele!'.

## Werkzeuge
Die Werkzeuge der tufuga ta tatau bestehen aus Stein, Knochen, Schildkrötenpanzer und Holz. Dabei handelt es sich um gesägte Knochenkämme (au), die an kleinen Schildpatt-Stücken befestigt und mit einem hölzernen Griff verbunden sind. Außerdem gibt es ein Hämmerchen (sausau) mit dem die Kämme in die Haut getrieben werden; Kokosnuss-Schalen werden als Tuschbehälter benutzt (ipuniu). Die Tusche („lama“) wird aus einem Aufguss aus gebrannten Lichtnussbaum-Nüssen hergestellt; Stücke aus Tapa-Rindenbaststoff (solo) werden verwendet, um Blut abzuwischen und die Werkzeuge zu reinigen. Die Werkzeuge werden traditionell in einem zylindrischen Holz-Container, dem „tunuma“ aufbewahrt, welcher mit Rindenbaststoff ausgeschlagen ist und die au so befestigt, dass die zerbrechlichen Kämme zum Zentrum des Zylinders angeordnet sind. Die sausau bestehen aus einem Hartholzstück, dass auf die Länge eines Unterarms abgemessen wird und etwa den Durchmesser eines Daumens hat. Die verschieden großen au-Kämme werden in einem aufwendigen Prozess hergestellt, bei dem Schweine-Hauer mit kleinsten rasiermesserscharfen Stückchen präpariert werden, die aus vulkanischem Feuerstein, Hornstein und Basalt hergestellt werden. Die kleinsten Kämme, die verwendet werden um Punkte (tala) zu gestalten, werden „ʻau faʻatala“ oder „'au mono“ genannt. Einzelne Linien von unterschiedlicher Breite werden mit „ʻau sogi“ angebracht, während die Flächen mit „ʻau tapulu“ gestaltet werden. Hierbei können durchaus moderne Einmal-Artikel die traditionellen Werkzeuge ergänzen, da letztere nicht sterilisiert werden können.

### Lama
Die Tusche, auch „kukui“ genannt, wird aus dem öligen Kern der Lichtnüsse hergestellt („tuitui“ oder „lama“). Dabei wird der Kern verbrannt und der schwarze Ruß wird mit Wasser angerührt. Heute wird auch künstliche Tusche verwendet.

## Tufuga ta tatau
Die prestigeträchtige Rolle der Tattoo-Meister (tufuga ta tatau) wurde durch erbliche Titel innerhalb von zwei Samoanischen Clans weitergegeben: den Sa Su'a (fa'amatai) von Savai'i und den Sa Tulou'ena (fa'amatai) von Upolu. Früher erreichten die tufuga ta tatau hohen gesellschaftlichen Status, Reichtum und ein legendäres Prestige aufgrund ihrer entscheidenden Rolle in der Gesellschaft von Samoa. Samoanische tufuga wurden auch nach Tonga und Fidschi gerufen, um dort bei den führenden Familien zu tätowieren. Sua Sulu'ape Paulo II ein bekannter tufuga ta tatau wurde über 30 Jahre lang von dem neuseeländischen Fotografen Mark Adams begleitet. Sein Bruder Su'a Suluape Petelo, der in Faleasi'u in Upolu lebt und arbeitet, ist heute einer der einflussreichsten Master-Tattooists. Tufuga ta tatau aus den ‘aiga-Familien werden bereits in der jugend ausgewählt und erhalten eine umfangreiche Ausbildung, zunächst als solo und später als Assistenten unter der Aufsicht eines älteren tufuga.
Die traditionelle Kunst wurde in Samoa seit der Ankunft englischer Missionare und des Christentums in den 1830ern unterdrückt. Trotzdem überlebte die Tradition auch die Kolonialzeit und wird bis heute nach traditionellen Gebräuchen durchgeführt. Auf anderen Inseln von Polynesien brach die Tradition zum Teil ab und nur durch den Einfluss der tufuga der Suʻa-Suluʻape-Familie wurde die Tradition in Französisch-Polynesien, Tonga, Neuseeland, den Cookinseln und Hawaii wiederbelebt, wo eine neue Generation von pazifischen Tätowierern die Techniken und Zeremonien aus Samoa neu erlernt hat.

## In der Popkultur
Eine der ersten Dokumentationen des Peʻa erscheint in dem Film Moana von 1926, gedreht unter Robert J. Flaherty in Safune auf der Insel Savaiʻi. Der Film zeigt den Helden Moana bei der Prozedur des Peʻa. 2007 thematisiert der neuseeländische Horrorfilm The Tattooist Peʻa.
Auch im Disney-Film Moana (Vaiana) von 2016 wird gezeigt, wie ein junger Mann sein erstes Peʻa erhält.
Dwayne „The Rock“ Johnson hat eine Tätowierung nach Art eines Peʻa auf seinem linken Arm. Sein Großvater, Peter Maivia, hatte ein echtes Peʻa.

## Nicht-Samoaner und Peʻa
Es ist sehr selten, dass Ausländer ein Peʻa oder malu erhalten. Der Adelsstand von Tonga in der Tuʻi-Kanokupolu-Dynastie vor der Kolonialzeit praktizierte das Peʻa-Tätowieren. Es gibt Geschichten darüber, wie Könige von Tonga, Tuʻi Tonga Fatafehi Fakauakimanuka und König George Tupou I., nach Samoa reisten, um bei samoanischen tufuga ta tatau ihr Peʻa zu erhalten. Europäische Strandläufer und entlaufene Seeleute gehörten zu den ersten Nicht-Polynesiern die im 18. Jahrhundert Peʻa erhielten. Unter anderem der Amerikaner Mickey Knight. In der Kolonialzeit, als Samoa unter deutscher Herrschaft stand, unterzogen sich schon mehrere Europäer dem Peʻa-Ritual, unter anderem der Engländer Arthur Pink und Erich Schultz (der letzte deutsche Gouverneur von Samoa), sowie weitere deutsche Kolonialbeamte. In jüngerer Vergangenheit haben viele afakasi (Halb-Samoaner) und andere Nicht-Samoaner soga'imiti vollzogen, unter anderen Noel Messer, FuneFeʻai Carl Cooke, Rene Persoons und Tony Fomison (1939–1990), einer der einflussreichsten Maler Neuseelands (1979). Karina Persoons erhielt ein malu von tufuga Suʻa Sulu'ape Petelo.

## Pese o le Tatau
Bekannt ist, dass der letzte Vers erst in der Moderne verfasst wurde, da die Orthographie nicht mit derjenigen des ersten Verses übereinstimmt. Mündliche Tradition besagt, dass es sich um ein Lied aus der Zeit vor der Kolonialisierung handelt.

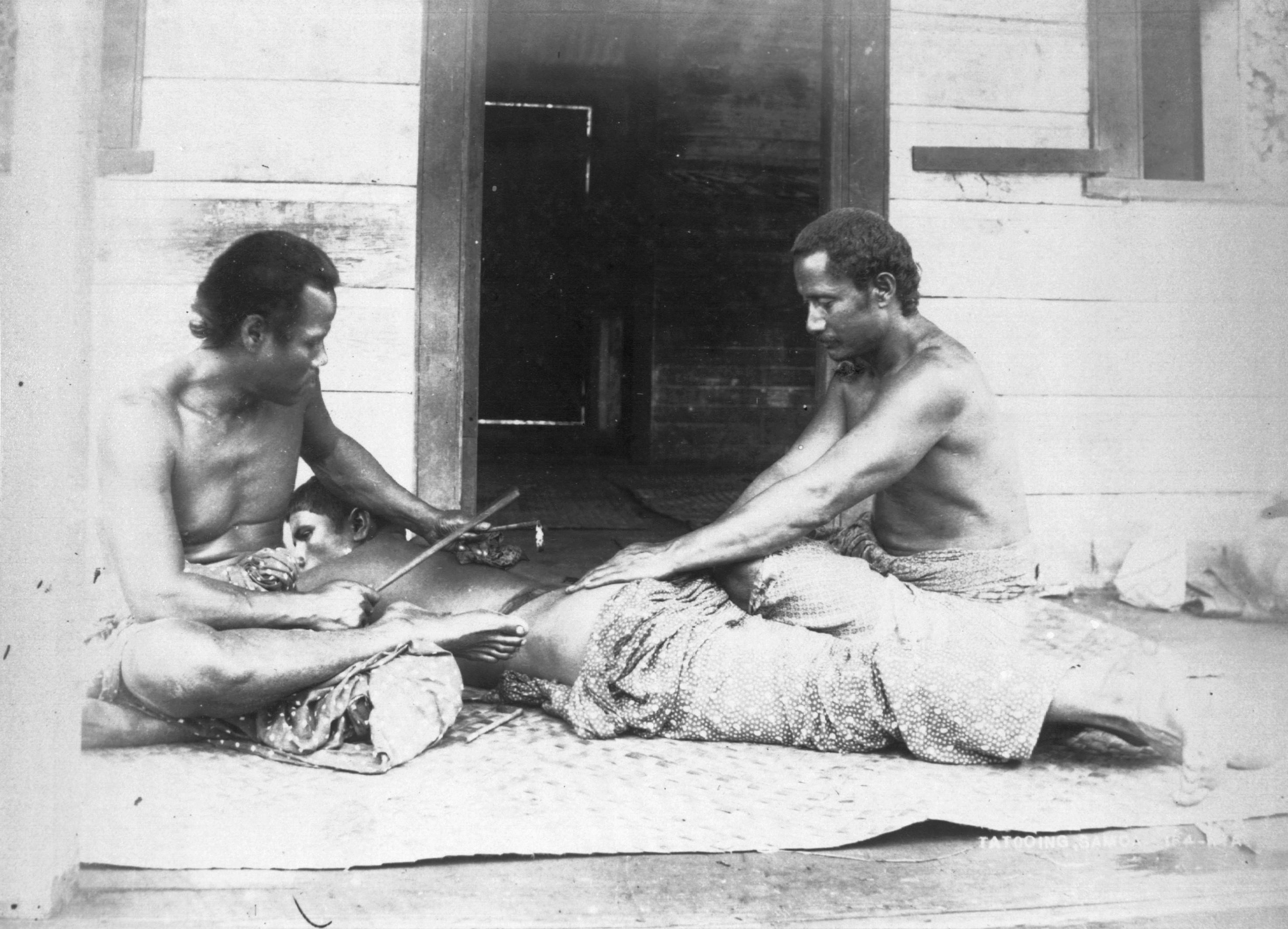
tufuga ta tatau (l.) und Assistent (r.) beim Tätowieren, c. 1895, Thomas Andrew

| Samoanisch O le mafuaaga lenei ua iloa O le taaga o le tatau i Samoa O le malaga a teine to'alua Na feausi mai Fiti le vasa loloa Na la aumai ai o le atoau ma sia la pese e tutumau Fai mai e tata o fafine Ae le tata o tane A o le ala ua tata ai tane Ina ua sese sia la pese Taunuu i gatai o Falealupo Ua vaaia loa o se faisua ua tele Totofu loa lava o fafine Ma ua sui ai sia la pese Fai mai e tata o tane Ae le tata o fafine Talofa i si tama ua taatia O le tufuga lea ua amatalia Talofa ua tagi aueue Ua oti'otisolo le au tapulutele Sole Sole, ai loto tele O le taaloga a tama tane E ui lava ina tiga tele Ae mulimuli ana ua a fefete O atu motu uma o le Pasefika Ua sili Samoa le ta'taua O le soga'imiti ua savalivali mai Ua fepulafi mai ana faaila Aso faaifo, faamulialiao Faaatualoa, selu faalaufao O le sigano faapea faaulutao Ua ova i le vasalaolao | Deutsche Übertragung Das ist der bekannte Ursprung Des Tätowierens in Samoa Eine Reise von zwei Jungfrauen Die von Fidschi über das offene Meer schwammen Sie brachten Tattoo-Werkzeug Und sangen ihr unwandelbares Lied Das lautete, dass Frauen tätowiert werden sollten. Aber Männer sollten nicht tätowiert werden. So ist der Grund, dass heute Männer tätowiert werden Die Verwirrung im Lied der Jungfrauen Als sie an der Küste ankamen von Falealupo Sahen sie eine Riesenmuschel Als die Jungfrauen tauchten Wurde ihr Lied verdreht Und es lautete, dass die Männer tätowiert werden sollen Und nicht die Frauen Mitleid für den Jungen, der jetzt da liegt Während der tufuga beginnt O weh, er schreit laut Wenn die Tattoo-Werkzeuge überall schneiden Junger Kamerad, junger Kamerad, sei tapfer Das ist das Los der männlichen Erben Trotz der heftigen Schmerzen Danach wirst du vor Stolz bersten Von allen Ländern des Pazifik Ist Samoa das berühmteste Der Sogaimiti kommt auf dich zu Sein Fa'aila schimmert beschwungene Linien, Motive wie Ali Wie Hundertfüßer, Kämme wie wilde Bananen Wie Sigano und Speerspitzen Die größten der ganzen Welt. |